# Каљи
Каљи (итал. Cagli) је насеље у Италији у округу Пезаро и Урбино, региону Марке.
Према процени из 2011. у насељу је живело 5094 становника. Насеље се налази на надморској висини од 249 м.

## Становништво
| 1936.  | 1951.  | 1961.  | 1971.  | 1981. | 1991. | 2001. | 2011. |
| ------ | ------ | ------ | ------ | ----- | ----- | ----- | ----- |
| 12.658 | 13.250 | 11.225 | 10.044 | 9.565 | 9.473 | 9.076 | 9.013 |